# 유튜브 밴스트
유튜브 밴스트(YouTube Vanced) 또는 유튜브 밴스드는 광고 차단기가 내장된 수정된 안드로이드용 타사 유튜브 애플리케이션이다. 앱의 다른 기능으로는 스폰서블록(SponsorBlock), 백그라운드 재생, 무료 PiP(Picture-in-Picture), AMOLED 블랙 테마, 밝기 및 볼륨에 대한 스와이프 제어, 유튜브 동영상의 싫어요 수를 복원하는 기능이 있다. 밴스트의 유튜브 뮤직 버전도 개발되었다.
밴스트라는 이름은 advanced라는 단어에서 유래했지만 소프트웨어의 광고 차단 기능과 관련하여 광고가 제거되었다.
2022년 3월 13일, 유튜브 밴스트 개발자는 구글로부터 개발자가 앱 개발 및 배포를 중단하도록 하는 중단 서신을 받은 후 애플리케이션이 종료될 것이라고 발표했다. 이미 설치한 사용자에게는 앱이 계속 작동했지만 추가 업데이트 없이 2023년 4월 말에 앱이 작동을 멈췄다. 유튜브 밴스트가 중단된 직후 리밴스트(ReVanced)는 유사한 기능을 제공하여 프로젝트의 비공식 후속 제품 중 하나로 부상했다.
2023년 4월 말에 유튜브 밴스트의 핵심 동영상 재생 기능이 작동하지 않는 것으로 렌더링되었다.

## 같이 보기
- Youtube-dl